# Cyclin-abhängige Kinasen
Cyclin-abhängige Kinasen (engl. cyclin-dependent kinases, CDKs) sind eine Familie von Proteinkinasen, die sowohl bei der Transkription als auch bei der Kontrolle des Zellzyklus eine Rolle spielen. Proteinkinasen sind Enzyme, die andere Proteine an bestimmten Stellen phosphorylieren.
Beim Menschen existieren 20 verschiedene CDKs, in der Hefe dagegen nur sechs bis acht.
CDKs bilden Komplexe mit den Cyclinen, die zellzyklusabhängige Konzentrationsänderungen durchlaufen. Die Cyclin-abhängigen Kinasen sind nur in Verbindung mit ihrem zugehörigen Cyclin aktiv. Dadurch kann die Aktivität der CDKs in der Zelle zeitlich gesteuert und reguliert werden. So wird ermöglicht, dass sie ihre Funktion in bestimmten Phasen des Zellzyklus ausführen, die an die zyklischen Konzentrationsänderungen der Cycline gekoppelt sind. Ein Beispiel ist der aus CDK1 und Cyclin B gebildete Mitose-promoting factor, welcher die Einleitung der Mitose steuert.
Aufgrund der essentiellen Rolle, die Cyclin-abhängige Kinasen bei der Steuerung des Zellzyklus und somit bei der Proliferation von Zellen spielen, werden verschiedene Substanzen, die CDKs hemmen (sogenannte CDK-Inhibitoren), als potentielle Krebs-Therapeutika getestet. Der erste Vertreter der Wirkstoffgruppe der CDK-Inhibitoren ist Palbociclib. Es hemmt die CDK4 und CDK6 und ist zugelassen zu Behandlung des Hormonrezeptor-positiven/HER2-negativen lokal fortgeschrittenen oder metastasierten Brustkrebses. Experimentelle CDK-Inhibitoren sind Abemciclib, Briciclib, Dinaciclib, Milciclib, Ribociclib, Riviciclib, Roniciclib, Seliciclib und Voruciclib.